# Período de carência
Um período de carência é um período imediatamente após o prazo de uma obrigação durante o qual uma multa por atraso, ou outra ação que teria sido tomada como resultado do não cumprimento do prazo, é dispensada desde que a obrigação seja cumprida durante o período de carência. Em outras palavras, é um período de tempo durante o qual as regras ou penalidades são dispensadas ou adiadas. Os períodos de carência podem variar de alguns minutos a vários dias ou mais e podem ser aplicados em situações como chegada a um emprego, pagamento de contas ou atendimento a um requisito legal ou governamental.
Na lei, um período de carência é um período de tempo durante o qual uma determinada regra excepcionalmente não se aplica, ou se aplica apenas parcialmente. Para o período de carência na lei de patentes, ver novidade (patente).
Em jogos (vídeo e vida real), um período de carência é o tempo após um respawn em que um jogador não pode ser atingido ou morto - eles estão 'seguros' por um curto período de tempo para que não morram repetidamente, o que levaria à perda de gozo.

## Tipos

### Negócios
Algumas empresas e organizações não veem alguém que cumpre uma obrigação dentro de um período de carência de forma diferente de alguém que o faz antes do prazo original. Assim, um sujeito que está vencido, mas que cumpre a obrigação dentro do prazo de carência, recebe tratamento igualitário e não há penalidade ou reputação negativa.
Em outros casos, os clientes podem receber uma penalidade parcial e menos severa. Por exemplo, muitas empresas de serviços públicos cobram uma pequena taxa de atraso para aqueles que não pagam sua conta na data de vencimento indicada. No entanto, o provedor de serviços de utilidade pública aguardará mais tempo antes de interromper o serviço.
Algumas empresas podem suspender certos privilégios durante um período de carência. Por exemplo, os serviços de auto-armazenamento geralmente dispensam uma taxa de atraso se o aluguel não for pago até vários dias após a data de vencimento, mas negarão ao inquilino o acesso à sua unidade até que a conta seja paga.

### Política
Na política, um período de carência ou lua de mel pode ser observado durante a transição para uma nova administração como “um período inicial de harmonia e boa vontade”. 

## Vantagens e desvantagens
Os períodos de carência podem oferecer algumas vantagens. Por exemplo, pessoas que habitualmente cumprem suas obrigações no prazo, mas se atrasam em raras ocasiões devido a circunstâncias especiais, podem evitar uma penalidade e manter sua reputação de pontualidade, desde que cumpram a obrigação dentro do período de carência.
No entanto, os procrastinadores habituais podem vir a ver o período de carência como o prazo real, e se, devido a circunstâncias imprevistas, eles se atrasarem ocasionalmente além disso, podem reclamar da penalidade aplicada.

## Cartões de crédito
Nas finanças pessoais, um período de carência é o período durante o qual não são cobrados juros no cartão de crédito.
Também pode ser um período de tempo após a data de vencimento do pagamento dentro do qual a taxa pode ser paga sem penalidade. Por exemplo, cobranças atrasadas podem não ser incorridas para pagamentos devidos no primeiro dia do mês se forem pagos até o décimo do mês.